# Agios Dimítrios Kropiás
Agios Dimítrios Kropiás (Agios Dimitrios Kropias) är en ort i Grekland.   Den ligger i prefekturen Nomarchía Anatolikís Attikís och regionen Attika, i den sydöstra delen av landet, 23 km sydost om huvudstaden Aten. Agios Dimítrios Kropiás ligger 52 meter över havet och antalet invånare är 1 011.
Terrängen runt Agios Dimítrios Kropiás är kuperad åt nordost, men åt sydväst är den platt. Havet är nära Agios Dimítrios Kropiás åt sydväst. Runt Agios Dimítrios Kropiás är det tätbefolkat, med 383 invånare per kvadratkilometer. Närmaste större samhälle är Glyfáda, 10,8 km nordväst om Agios Dimítrios Kropiás. Trakten runt Agios Dimítrios Kropiás består till största delen av jordbruksmark.